# Vozleakove, Ovruci
Vozleakove (în ucraineană Возлякове) este un sat în comuna Cerevkî din raionul Ovruci, regiunea Jîtomîr, Ucraina.

## Demografie
Componența lingvistică a localității Vozleakove
     Ucraineană (100%)
Conform recensământului din 2001, toată populația localității Vozleakove era vorbitoare de ucraineană (100%).